# Метаморфоси (Кукуш)
Метаморфоси (грч. Μεταμόρφωση) је насељено место у општини Пеонија у периферији Средишња Македонија, Грчка. Према попису из 2021. године било је 174 становника.
Српски географ Боривоје Милојевић, 1920. године наводи да је у Метаморфосису било 45 кућа Турака. Село је настрадало током Првог светског рата, јер је ту пролазила линија Солунског фронта, због чега је напуштено. Након рата село је 1920. године имало 35 становника. Године 1924. турско становништво је принудно исељено у Турску а на њихово место су насељене грчке избегличке породице из Турске. На попису из 1928. године Метаморфоси је имао 551 становника. Село се раније звало Чидемли